# Federico Tedeschini
Federico Tedeschini, italijanski rimskokatoliški duhovnik, škof in kardinal, * 12. oktober 1873, Antrodoco, † 2. november 1959.

## Življenjepis
25. julija 1896 je prejel duhovniško posvečenje.
31. marca 1921 je bil imenovan za naslovnega nadškofa Naupactusa in za apostolskega nuncija v Španiji. Škofovsko posvečenje je prejel 5. maja istega leta.
13. marca 1933 je bil imenovan za kardinala in pectore. 16. marca 1935 je bil povzdignjen v kardinala in imenovan za kardinal-duhovnika S. Maria della Vittoria.
25. februarja 1938 je postal datar Apostolske datarije in 28. aprila 1951 je postal kardinal-škof Frascatija.